# Richard Versalle
Richard Versalle (*12 de marzo de 1932, Muskegan, Míchigan-†5 de enero de 1996, Nueva York) fue un tenor dramático estadounidense.
Estudió canto en Chicago luego de haber servido en la Marina de los Estados Unidos. 
Debutó a los 45 años en 1977 en Los maestros cantores de Núremberg de Richard Wagner en la Opera Lírica de Chicago. Desempeñó pequeños papeles en el Metropolitan Opera en 1978-79.
En 1980 se estableció en Alemania donde su carrera cobró impulso, cantó Otello de Verdi, Riccardo (Un ballo in maschera), Cavaradossi (Tosca), Florestan (Fidelio), Peter Grimes en Zúrich, Saarbrucken, Frankfurt, Stuttgart y en el Festival de Bayreuth como Tannhäuser en 1985 cuando René Kollo canceló horas antes del estreno. El extenuante papel wagneriano lo repitió en Bayreuth en 1986, 1987 y 1989 (Cast: Richard Versalle, Cheryl Studer , Ruthild Engert-Fly, Wolfgang Brendel, Hans Sotin; director Giuseppe Sinopoli) y en Génova, (con Jeanine Altmeyer y Marita Napier, direttore Milan Horvat)  Tokio, Viena, Bonn y en su regreso al Metropolitan en una representación en marzo de 1992.
Posteriormente cantó Tristan de Tristán e Isolda en Madrid, Paul en La ciudad muerta en Düsseldorf, Mathis der Maler en Ámsterdam, Jacob en Mahagonny en el Met en 1995 y Tychon en Katia Kabanová en Houston.
Murió al caer de una escalera en la representación de El caso Makropulos en el Metropolitan Opera durante el estreno neoyorquino de la ópera de Leos Janacek.
Estaba casado y tenía cuatro hijos.
1. ↑  «Richard Versalle, 63, Met Tenor, Dies After Fall in a Performance - The New York Times».

## Registros
- Tannhäuser; Cheryl Studer, Siegfried Vogel, Ruthild Engert, Wolfgang Brendel, Hans Sotin/ Giuseppe Sinopoli, Bayreuth DVD